# Fred Isabirye
Fred Isabirye (zn.. 1979) – ugandyjski piłkarz grający na pozycji napastnika. W swojej karierze grał w reprezentacji Ugandy.

## Kariera reprezentacyjna
W 1978 roku Isabirye został powołany do reprezentacji Ugandy na Puchar Narodów Afryki 1978. W tym turnieju zagrał w trzech meczach: grupowym z Marokiem (3:0), półfinałowym z Nigerią (1:2) i w finałowym z Ghaną (0:2). Z Ugandą wywalczył wicemistrzostwo Afryki.